# ドゥブナ級補給艦
ドゥブナ級補給艦 （ロシア語: Танкеры типа «Дубна»は、ソビエト連邦／ロシアの補給艦。ソ連海軍向けに建造されたが、ソ連崩壊後は、一部の艦を除いてロシア海軍の所属となっている。 公称艦級は支援艦（ロシア語: морским судам обеспечения）。

## 建造
ドゥブナ級補給艦は、ソ連の漁船団と海軍艦艇への補給のために建造された。建造は、フィンランドのラウマにあるラウマ・レポラ造船所が行った。

## 設計

### 艦体

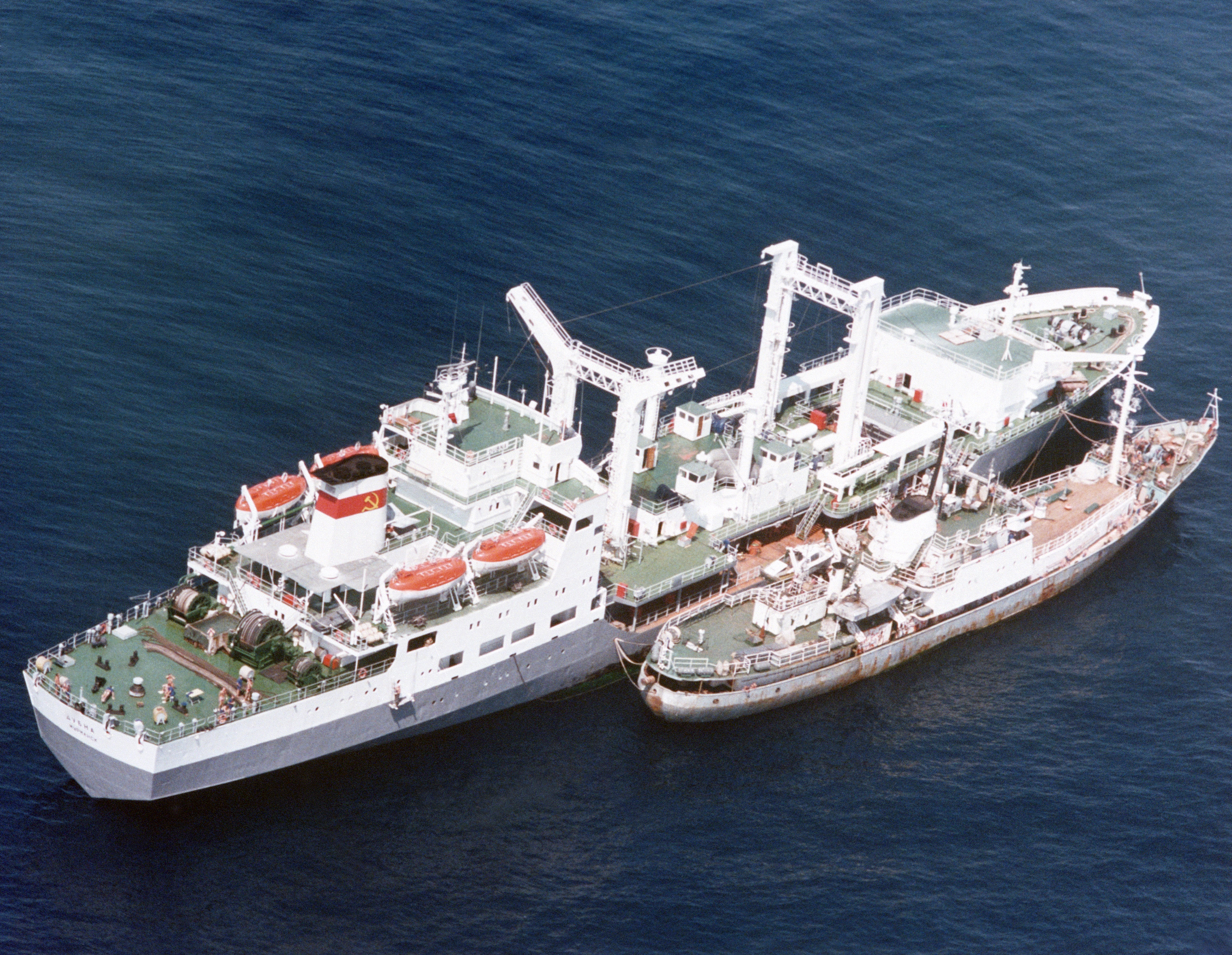
モマ級情報収集艦に横付け補給を行う「ドゥブナ」（1986年7月1日）

ドゥブナ級補給艦は、ボリス・チリキン級補給艦のように、民間のばら積み貨物船や石油タンカーを改装せず、専用の設計で建造された。ただし艦形は民間の貨物船やタンカーと同じで、艦橋は艦尾側に煙突と共に配置されている。

### 積載能力
艦内には、燃料2,100tとディーゼル燃料2,080t、潤滑油1,200t、清水920t、食糧50t、予備部品50t、もしくは燃料7,000tと清水300t、給糧品1,500tの積載が可能である。

### 補給能力
ハイライン（ケーブル）を用いた門型の洋上輸送装置と、門型の洋上給油装置を各1基搭載し、舷側に並走しながらの横曳き補給・給油が可能だったほか、艦尾からの縦曳き給油も可能だった。
しかし、ソ連崩壊後に「イルクート」と「ペチェンガ」は洋上の補給機能を撤去しており、補給方法は艦首と艦尾のクレーンやホースを用いた、洋上や港湾での横付けによる補給が主となっている。

### 電子装備
就役当初、航海用のレーダーは商船用の「オケアン」だったが、1980年代初めに艦艇用の「ドン」とML-212/201「ヴァイガチU」に換装された。

## 運用
ドゥブナ級補給艦は4隻が建造され、太平洋艦隊に2隻、北方艦隊と黒海艦隊に各1隻が配備された。ソ連崩壊後に黒海艦隊の1隻が退役したが、他の3隻は艦船の遠征航海に随伴するなど積極的に行動している。

### ドゥブナ

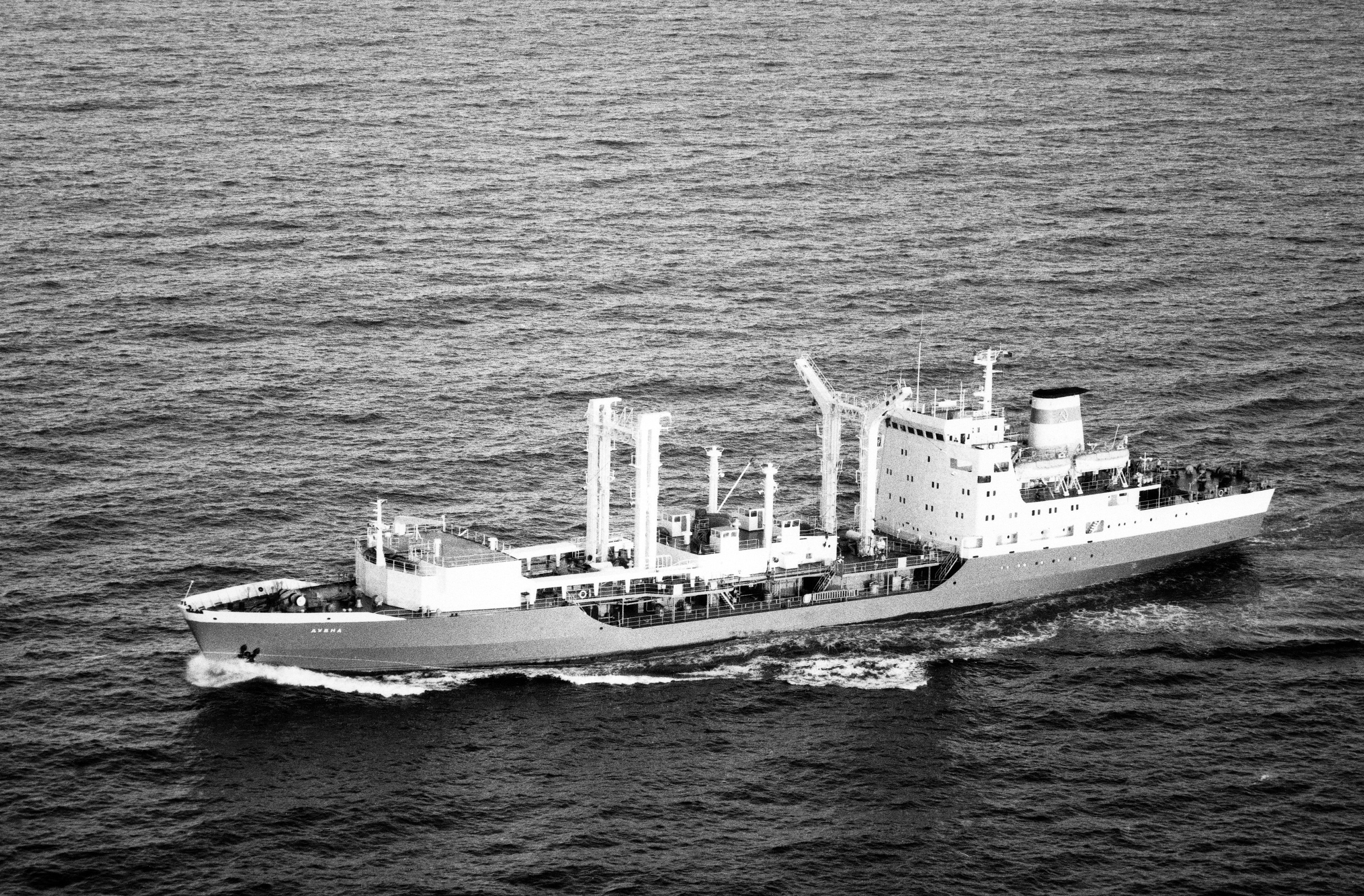
洋上を往く「ドゥブナ」（1987年7月1日）

ネームシップである「ドゥブナ」（ロシア語：≪Дубна≫、艦番号：228）は、モスクワ州の都市ドゥブナから命名され、1974年1月15日に進水、12月19日に北方艦隊に就役した。
2012年12月18日、ロシアのソマリア沖海賊対策の一環として派遣される海賊対策の任務部隊として、ウダロイ級駆逐艦「セヴェロモルスク」、航洋曳船「アルタイ」と共にアデン湾に向けて出航した。任務部隊は2013年3月21日から商船護衛を開始し、6月26日に帰還した。
2016年6月から9月にかけて、主機の解体修理が行った。10月15日、「ドゥブナ」は「アルタイ」と共に大西洋から地中海を経て、インド洋に至る遠征航海を実施した。地中海では、シリアの反体制派を攻撃中の空母「アドミラル・クズネツォフ」を支援し、1月中旬には長距離航海中の「セヴェロモルスク」に補給を行った。「アルタイ」と「ドゥブナ」は2017年5月7日にセヴェロモルスクに帰港した。
2018年にはスラヴァ級巡洋艦「マーシャル・ウスチノフ」、「セヴェロモルスク」と地中海への遠征航海を行い、対潜・対小型舟艇演習を支援した。

### イルクート

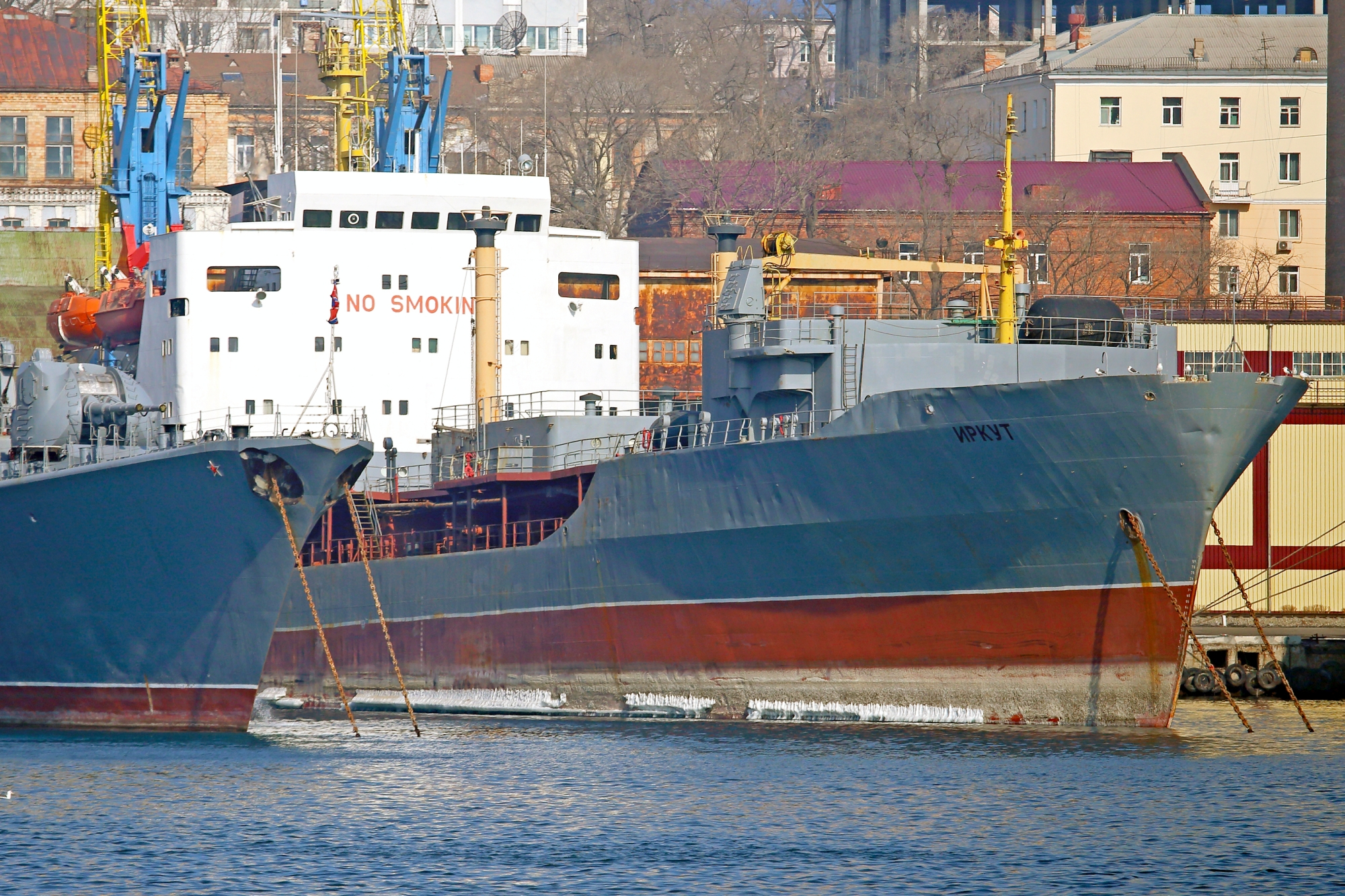
係留される「イルクート」。載貨設備やマストが黄色く、頂部が黒いのが「ペチェンガ」との識別点である（2015年2月5日）

2番艦「イルクート」（ロシア語：≪Иркут≫、艦番号：229）は、ブリヤート自治ソビエト社会主義共和国を流れるイルクート川から命名され、1975年4月11日に進水、12月に太平洋艦隊に就役した。
1990年代前半、太平洋艦隊はマイケル・マイゼルが社長のナショナルパシフィック社に、保有する補給艦やタンカーをリースした。しかしナショナルパシフィック社が銀行から5万ドルの融資を受けた直後に解散したため、利息を含む7万ドルを太平洋艦隊が肩代わりすることとなった。返済のために、マイゼルの友人エフゲニー・ソコロフが社長の有限責任会社オイル・コンパクト社が太平洋艦隊のタンカーを運用することになった。この頃から2000年代初めまで、太平洋艦隊では民間企業にリースした支援艦艇がロシア国外で無断で売買される例が相次いだ。「イルクート」も国有財産委員会の禁止命令に反して、スクラップとして24万ドルでオイル・コンパクト社に売却されようとした。このため、ロシア国防省とイーゴリ・セルゲーエフ元帥の権限で、「イルクート」は1996年7月13日に艦隊に復帰した。
「イルクート」は1996年7月13日から2000年まで民間企業によってチャーターされ、民間船舶のIMO番号（7359321）や「NO SMOKING（禁煙）」の表記が見られる。復帰後は、姉妹艦の「ペチェンガ」などの補給艦や給油艦と共に、第31保障船舶旅団（母港：ウラジオストク）の第1補助艦集団に所属している。
2009年3月29日、「イルクート」は対ソマリア沖海賊任務部隊としてウダロイ級駆逐艦「アドミラル・パンテレーエフ」、改アルタイ型給油艦「イジョーラ」、ソルム型航洋曳船「MB-37」と共に出航し、4月1日には対馬海峡を通過するのを日本の海上自衛隊に所属するP-3C哨戒機が確認した。「イルクート」を含む任務部隊は、4月下旬から6月上旬まで船団護衛に加わり、海賊29人を拘束するなど活躍した。帰途、「イルクート」と「アドミラル・パンテレーエフ」はベトナムのダナンに寄港し、6月28日には対馬海峡を通過後、7月1日に帰還した。
2011年9月9日には、スラヴァ級巡洋艦「ヴァリャーク」をはじめとする太平洋艦隊の艦船23隻と艦隊を編成し、宗谷岬沖を東航するのを海上自衛隊のP-3C哨戒機が確認した。これらの艦隊は、カムチャツカ半島東岸で大規模な演習を実施し、「イルクート」と「ヴァリャーク」、ソルム型航洋曳船「MB-61」は9月25日から9月29日にかけて舞鶴港に寄港し、海上自衛隊との捜索・救難共同訓練に参加した。11月には、「ヴァリャーク」と共に、アメリカ第7艦隊との合同訓練に参加したほか、カナダのバンクーバー港に寄港した。乗組員はカナダ海軍司令部や市役所の表敬訪問したほか、無名戦士記念碑での式典やスポーツ大会に参加した後、11月29日に津軽海峡を通過するのを海上自衛隊のあさぎり型護衛艦「ゆうぎり」が確認した。
2012年10月、対海賊第8次任務部隊としてウダロイ級駆逐艦「マーシャル・シャポシニコフ」、イングル級航洋曳船「アラタウ」と共に派遣されることになり、12月3日に出航した。途中、インドのムンバイに寄港してインド海軍と合同訓練「インドラ2012」を実施した。任務部隊は12月末にアデン湾に到着し、2013年1月15日からギリシャやパナマ船籍の商船隊の護衛を始め、3月4日まで任務を行った。
2013年7月13日と19日、「ヴァリャーク」をはじめとする太平洋艦隊の艦船15 – 18隻と艦隊を編成し宗谷岬沖を通過するのを海上自衛隊のP-3C哨戒機が確認した。12月14日にはウダロイ級駆逐艦「アドミラル・ヴィノグラドフ」、ネフテガズ型航洋曳船「カラル」と共に対馬沖を航行するのを海上自衛隊のP-3C哨戒機が確認した。3隻は12月16日から21日から、と共に海上自衛隊との捜索・救難共同訓練に参加し、舞鶴港に寄港した。
2014年3月から5月にかけて、「マーシャル・シャポシニコフ」「アラタウ」と共にインド洋への遠征航海に参加した。3月17日に対馬海峡を通過した艦隊は、3月29日から4月1日にはインドネシア海軍主催の多国間共同訓練「コモド」へ参加し、その後カラチ（パキスタン）、コロンボ（スリランカ）、ヴィクトリア（セーシェル）、カムラン（ベトナム）を訪問した。カムランにロシア海軍の艦隊が寄港するのは2001年以来のことだった。
2016年3月には、「アドミラル・ヴィノグラドフ」、バグラザン級救難曳船「フォーチィ・クリロフ」と共に対海賊任務部隊としてアデン湾に派遣された。往路の3月28日、対馬海峡を南下する3隻を海上自衛隊のすがしま型掃海艇「とよしま」が発見した。帰還中の6月9日には、日本と中国で領有権問題がある尖閣諸島の接続水域を中国人民解放軍海軍の江凱型フリゲートと通過した。駐日ロシア大使館はツイッターで通常の航行とツイートしたが、中国が自国の軍艦の航行を正当化するのに利用されたと指摘されている。
2019年4月1日、ウダロイ級駆逐艦「アドミラル・トリブツ」「アドミラル・ヴィノグラドフ」と共に、アジア太平洋地域への長距離航海に出発した。4月29日から5月4日には、ロシア海軍と中国人民解放軍海軍の合同海軍演習「海上連合2019」に参加した。
2020年3月26日、「アドミラル・ヴィノグラドフ」と共に対馬海峡を南下するのを海上自衛隊のP-3C哨戒機とむらさめ型護衛艦「むらさめ」が確認した。
2021年5月16日、「アドミラル・パンテレーエフ」と共に宗谷岬沖を東進するのを海上自衛隊が確認し、はやぶさ型ミサイル艇「くまたか」が接触して情報収集にあたった。

### ペチェンガ

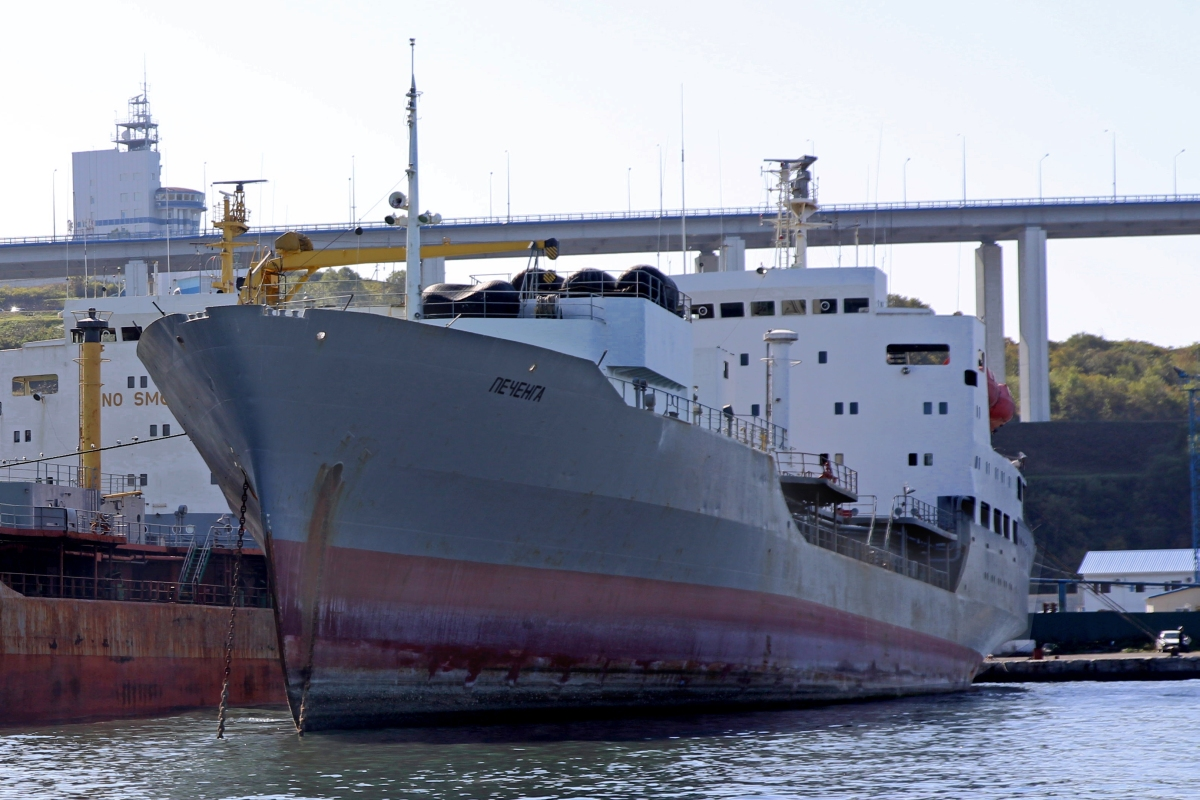
ユリシーズ湾における「ペチェンガ」。右舷側には「イルクート」の姿も見える。「イルクート」の載貨設備とマストが黄色で塗装されているのに対し、「ペチェンガ」は艦橋と同じ白色で黒い箇所が無い（2017年7月25日）

3番艦「ペチェンガ」（ロシア語：≪Печенга≫、艦番号：244）は、ムルマンスク州の都市型集落ペチェンガから命名され、1978年2月3日に進水、1979年1月10日に太平洋艦隊に就役した。
1993年8月18日、「アドミラル・パンテレーエフ」、ソヴレメンヌイ級駆逐艦「ビストリィ」と共にウラジオストクを出港し、中国の青島港と韓国の釜山港を訪問した。この航海で、「ペチェンガ」は1950年代以来約40年ぶりに中国に、89年ぶりに韓国に寄港したロシア海軍の軍艦の1隻となった。
オイル・コンパクト社は、当初はボリス・チリキン級補給艦「ウラジミール・コレチツキー」をリースする予定だったが、運用コストが10万ドルにもなることから代わって「ペチェンガ」をリースすることになった。同社はリース料を支払わなかった上に、国内よりも高価な韓国の釜山港で修理を行ったとして修理代金を太平洋艦隊に請求し続けたが、これらの総額は60万ドル以上にも及んだ。内部調査の結果、実際の修理費は37万ドルに収まっており、水増し請求であることは明らかだった。
2003年10月11日、「アドミラル・パンテレーエフ」と共に対馬海峡を通過するを海上自衛隊のあぶくま型護衛艦「せんだい」が確認した。2隻は11月10日に津軽海峡を通過するのを海上自衛隊のSH-60Jが確認した。
2008年、「アドミラル・ヴィノグラドフ」とボリス・チリキン級補給艦「ボリス・ブトマ」、バグラザン級救難曳船「フォーチィ・クリロフ」と共に第2次対海賊任務部隊と編制し、12月9日にウラジオストクを出航した、12月12日には対馬海峡を通過するのを、海上自衛隊のたかなみ型護衛艦「まきなみ」が確認した。任務部隊はインド洋でキーロフ級ミサイル巡洋艦「ピョートル・ヴェリーキイ」と合流し、インド海軍と合同演習を行い、2009年1月から3月までアデン湾で船団護衛を行った。
2009年10月30日、「ヴァリャーク」「フォーチィ・クリロフ」と共に対馬海峡を南下するのを海上自衛隊のむらさめ型護衛艦「きりさめ」が確認した。3隻は11月30日に対馬海峡を東航するのを海上自衛隊の護衛艦「せんだい」が確認した。
2010年2月24日、太平洋艦隊からの第4次対海賊任務部隊として「マーシャル・シャポシニコフ」「MB-37」と共にウラジオストクを出航した。6月22日には対馬海峡を東航するのを海上自衛隊のはつゆき型護衛艦「はるゆき」が確認し、7月1日に帰還した。11月17日には、「アドミラル・ヴィノグラドフ」、ゴーリン級航洋曳船「SB-522」と共に再びウラジオストクを出航し、2011年4月17日までアデン湾での商船護衛を支援した。
2011年12月10日、「アドミラル・トリブツ」と共に対海賊任務部隊としてアデン湾に派遣され、2012年1月12日から3月26日まで、マルタとトルコを含む国際船団の護衛を支援した。
2013年3月には、「アドミラル・パンテレーエフ」、ロプーチャ級揚陸艦「アドミラル・ニジェルスキー」「ペレスヴェート」、バグラザン級救難曳船「フォーチィ・クリロフ」と共に地中海への長距離遠征航海に向かった。艦隊は3月21日に対馬海峡を通過するのを海上自衛隊のP-3C哨戒機が確認し、約9ヶ月後の12月22日に対馬海峡を再び通過して、12月24日に帰還した。
2015年4月、「アドミラル・パンテレーエフ」「SB-522」と共にコロンボに4日間寄港したほか、サッタヒープ（タイ）とランカウイ（マレーシア）に寄港した。。
2016年10月2日午前1時頃、「アドミラル・トリブツ」「アドミラル・ヴィノグラドフ」「ペレスウェート」「アラタウ」と共に対馬海峡を北上するのを、海上自衛隊のはやぶさ型ミサイル艇「おおたか」が発見した。
2017年4月11日には「ヴァリャーク」と共に釜山港に寄港し、乗組員が釜山市長やロシア総領事を訪問したほか、スポーツ大会に参加した。長距離航海は2ヶ月近くにおよび、6月10日には東シナ海を北東に向かうのを海上自衛隊が確認した。
2018年5月7日から7月12日まで、「アドミラル・トリブツ」「アドミラル・ヴィノグラドフ」と共に東南アジア・日本方面への遠征航海を行った。 2ヵ月の間にカンボジアとタイ、6月6日にはベトナムのカムラン港に寄港し、フィリピン海で対潜戦闘訓練を行ったほか、フィリピンと日本に寄港し、7月12日にウラジオストクに帰還した。
2019年10月7日には、「ヴァリャーク」「アドミラル・パンテレーエフ」と共に対馬海峡を南下するのを海上自衛隊のはやぶさ型ミサイル艇「しらたか」が確認し、2020年2月12日にも、「アドミラル・ヴィノグラドフ」と共に日本海を南下するのを海上自衛隊のP-3C哨戒機が確認した。
2020年2月12日、「アドミラル・ヴィノグラドフ」と共に対馬海峡を南下するのを海上自衛隊のP-3C哨戒機とむらさめ型護衛艦「さわぎり」が確認した。11月6日にも、「ヴァリャーク」「アドミラル・パンテレーエフ」と共に対馬海峡を南下するのを、海上自衛隊のはやぶさ型ミサイル艇「おおたか」とP-1哨戒機が確認した。3隻は12月25日に宮古島南東100kmを北上するのを、海上自衛隊のとわだ型補給艦「はまな」とひらしま型掃海艇「ひらしま」「たかしま」、P-3C哨戒機が確認した。
2021年11月23日、キロ改型潜水艦2隻とグレミャーシュチイ級フリゲート「グレミャシュチイ」、イングル級航洋曳船と共に西表島南170kmを北東に航行するのを、海上自衛隊が発見した。5隻は沖縄本島と宮古島の間を北上した後、11月27日に対馬海峡を北東に航行した。この間、海上自衛隊第4航空群のP-1哨戒機と第5航空群のP-3C哨戒機、あさぎり型護衛艦「せとぎり」、すがしま型掃海艇「くろしま」、「せんだい」、「おおたか」が接触し、情報収集と監視を行った。
2022年7月1日、「マーシャル・シャポシニコフ」「グレミャシュチイ」と共に与那国島と西表島の間を北東に進むのを、海上自衛隊のP-3C哨戒機とましゅう型補給艦「ましゅう」が接触して確認した。3隻は7月4日に久場島と大正島の間を通過して東シナ海を北東に進み、7月5日には男女群島の西、対馬海峡を経て日本海に向かった。11月13日には、「ヴァリャーク」などと共に与那国島沖を北東へ向かうのを海上自衛隊が確認した。「ペチェンガ」を含む艦隊は与那国島と西表島の間を北上し、P-3C哨戒機ととわだ型補給艦「とわだ」が接触して情報収集にあたった。
2023年4月19日、マーシャル・ネデリン級ミサイル追跡艦「マーシャル・クルイロフ」、「マーシャル・シャポシニコフ」「アドミラル・パンテレーエフ」など計17隻の艦隊を構成して、宗谷海峡を西に向かうのを海上自衛隊が発見し、P-3C哨戒機と「わかたか」が接触して情報を収集した。7月28日には、中国人民解放軍海軍の艦船5隻を含む計10隻の艦隊で日本海を経て宗谷海峡を東に向かうのを海上自衛隊が発見し、P-3C哨戒機とあぶくま型護衛艦「ちくま」「わかたか」が接触して情報を収集した。この10隻に東調級情報収集艦を加えた11隻は、8月15日に沖ノ鳥島北方約280kmの海域を西に向かい、16日には南大東島沖、17日には沖縄本島と宮古島の間を北西に向かった。この間、海上自衛隊はP-3C哨戒機とあさぎり型護衛艦「せとぎり」「さわぎり」、はつしま型掃海艇「やくしま」で艦隊を監視・情報収集し、「ペチェンガ」がステレグシュチイ級フリゲート「グレミャーシチイ」に縦曳補給を行うのを確認した。10月8日には、「アドミラル・トリブツ」「アドミラル・パンテレーエフ」と共に対馬海峡を西に向かうのを海上自衛隊が発見し、3隻は10月11日に西表島と与那国島の間を南下するのを発見した。この間、海上自衛隊はP-3C哨戒機で3隻を監視・情報収集した。
2024年1月22日、「ヴァリャーク」「マーシャル・シャポシニコフ」と共に対馬海峡を南西に向かった後、「ペチェンガ」と「ヴァリャーク」のみ対馬沖約40kmで反転し北東に向かうのを海上自衛隊が発見し、P-1哨戒機とあさぎり型護衛艦「やまぎり」が接触して監視・情報収集を行った。

### シュベンタ
4番艦「シュベンタ」（ロシア語：≪Свента≫、艦番号：245）は、リトアニアとラトビアの国境地帯を流れるシュバントイ川のロシア語名から命名され、1978年8月25日に進水、1979年4月に黒海艦隊に就役した。
1997年にウクライナ海軍に引き渡され、黒海沿岸の都市ケルチのウクライナ語名に因み、「ケルチュ」（«Керч»、艦番号：U758）に改名された。その後、2000年にキプロスに売却され、「ケルチ」（Kertch、IMO番号：7710989）に再改名されたが、2004年にスクラップとして売却され、バングラデシュのチッタゴンで解体された。